# The Wiggles

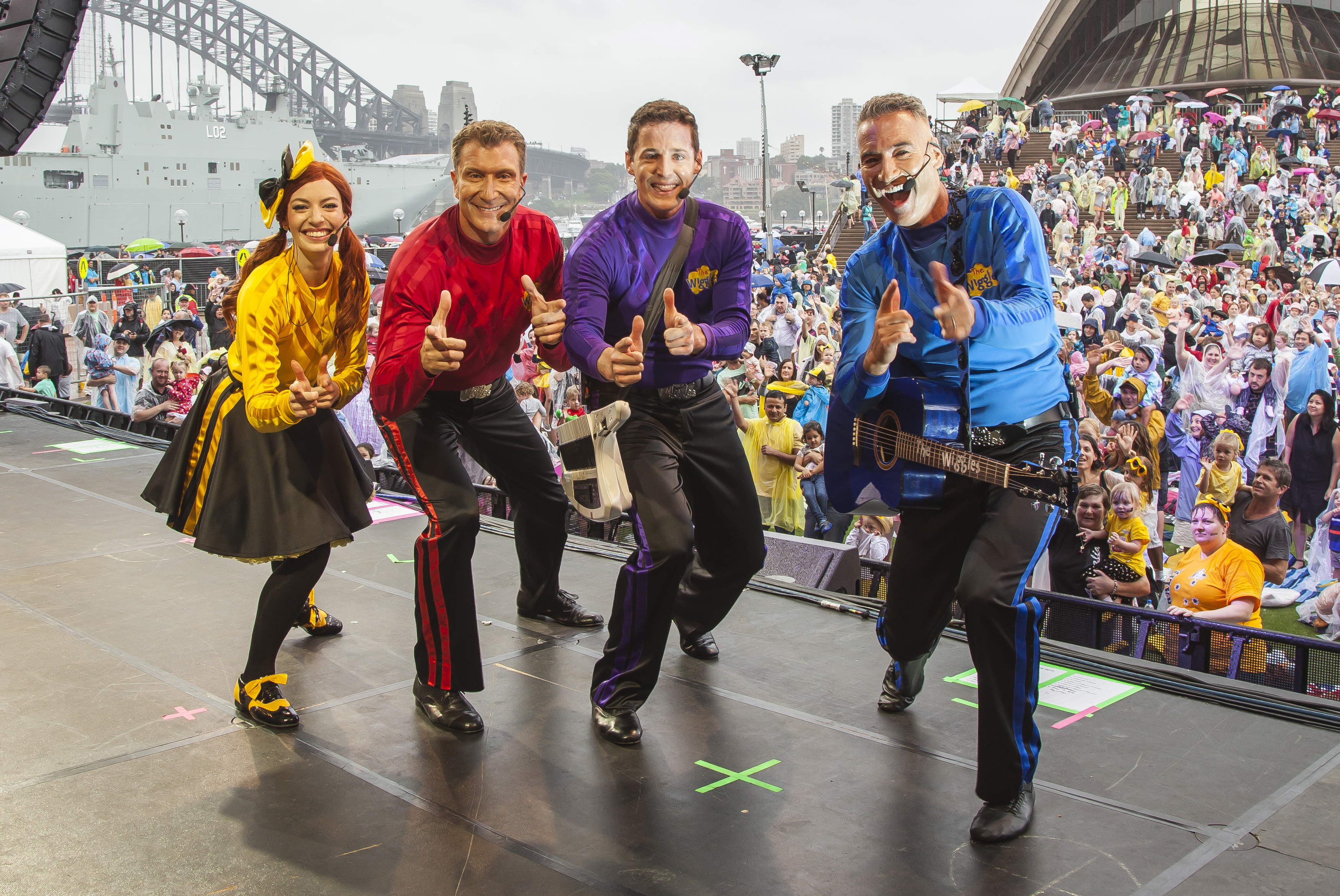
Die Wiggles 2018 bei einem Auftritt in Sydney

Die Wiggles sind eine australische Musikgruppe, die für Kindermusik und -unterhaltung international bekannt ist. Die Wiggles haben neben Musik- und Höralben auch Filme und Fernsehsendungen produziert und sind mit den von ihnen geschaffenen Themen und Figuren in Freizeitparks in Australien und den USA vertreten.

## Geschichte
Anfang der 1990er starteten die Vorschulpädagogik-Studenten Anthony Field, Murray Cook, Greg Page und Phillip Wilcher ein pädagogisches Projekt mit Kinderliedern. Zusammen mit Jeff Fatt, der zusammen mit Field Ende der 80er bereits in der Band The Cockroaches erfolgreich gewesen war, nahmen sie ein Album mit dem Titel The Wiggles mit selbstgeschriebenen Kinderliedern auf, das 1991 von ABC Music veröffentlicht wurde und auf Anhieb sehr erfolgreich war. Insbesondere das Lied Here Comes a Song verkaufte sich über 35.000 Mal und wurde mit Gold ausgezeichnet.
Anfänglich arbeiteten die Bandmitglieder noch in ihren Erzieherberufen, während sie weitere Alben produzierten und Auftritte gaben (allerdings ohne Wilcher, der eine eigene Karriere als klassischer Komponist anstrebte). Sie schufen wiederkehrende Figuren wie Captain Feathersword, Dorothy the Dinosaur, Henry the Octopus und Wags the Dog und bauten zwischen ihren Kinderliedern Geschichten und Szenen mit ihnen in ihre Aufnahmen und Aufführungen ein. Schließlich wurde es zu einer Vollzeitbeschäftigung für das Quartett, das Mitte der 90er das Ganze zu einem Film und einer Fernsehserie für das australische Fernsehen ausweitete.

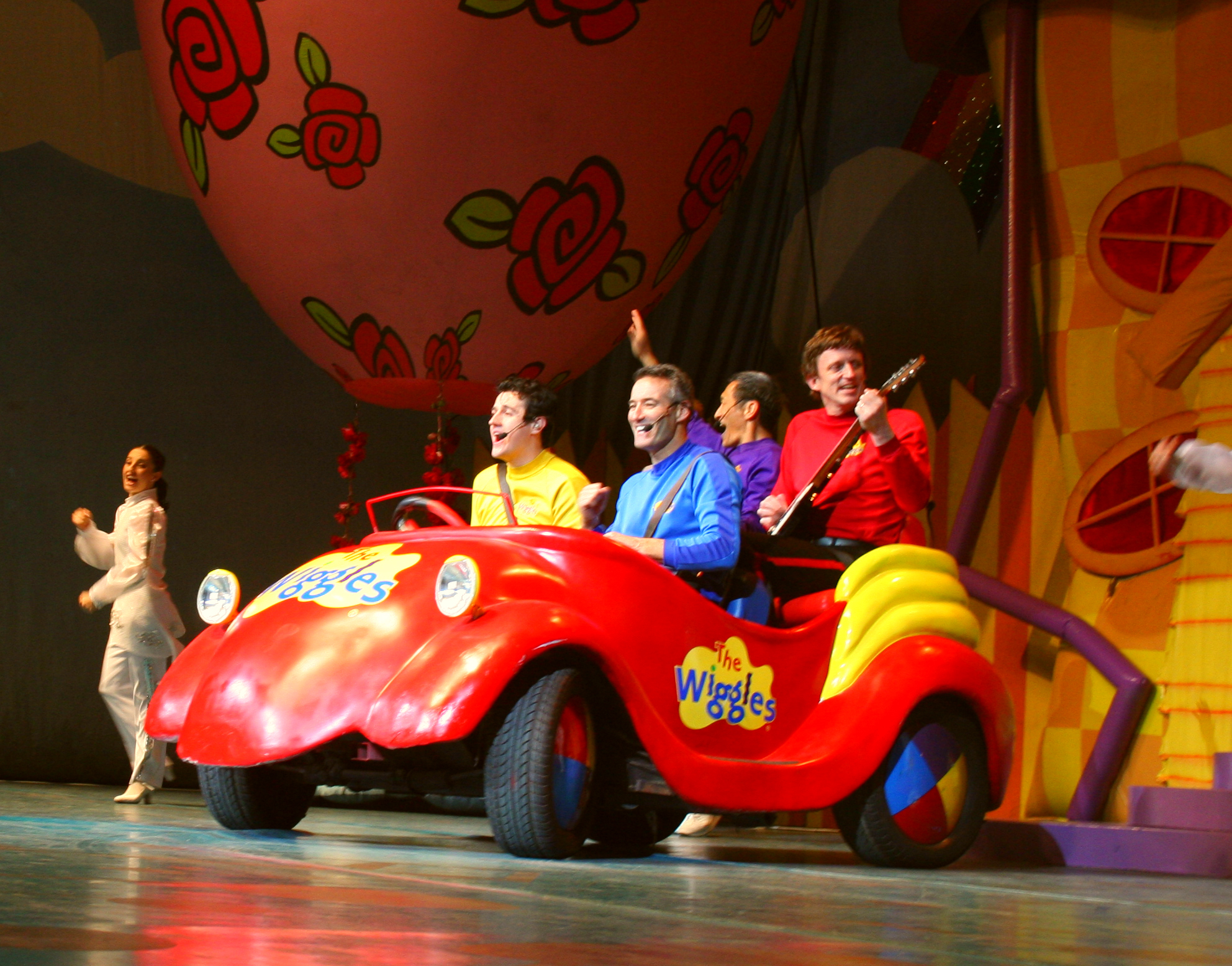
The Wiggles (Konzert in Washington, D.C., 2007)

Ab 1998 traten die Wiggles erstmals auch in den Vereinigten Staaten auf und wurden dort sehr schnell populär. 2003 gaben sie 12 ausverkaufte Konzerte im Madison Square Garden. Im selben Jahr weiteten sie ihre Aktivitäten nach Asien aus und veröffentlichten eine taiwanische Version der Wiggles. Nach dem erfolgreichen Verlauf wurden sie auch in Lateinamerika aktiv. Inzwischen werden die Wiggles in über 100 Ländern ausgestrahlt. Auch über Bühne und Bildschirm hinaus ist das Wiggles-Projekt mittlerweile gewachsen. In den Vergnügungsparks an der Gold Coast sind sie mit der Wiggles World und der Wiggle Bay vertreten und in Sydney wurden zwei Play Centre mit Unterhaltung für Kleinkinder eingerichtet. Auch in drei Six-Flags-Freizeitparks in den USA ist Wiggles World vertreten.
Im Jahr 2001 wurde der Film „The Wiggles Movie“ in Deutschland veröffentlicht und auf Deutsch als „Wally und die Wilden Wiggles“ synchronisiert.
Nachdem das Quartett 15 Jahre zusammen erfolgreich war, musste sich 2006 Greg Page aus gesundheitlichen Gründen zurückziehen. Sam Moran, der bereits seit 1998 im Umfeld der vier Wiggles mitgearbeitet und vor dem Ausstieg Page auf der Bühne ersetzt hatte, wurde zum neuen festen Mitglied.
Staffel 6 von The Wiggles (Wiggle and Learn) wurde mit deutscher Synchronisation auf KidsCo ausgestrahlt.
Bis 2010 haben die Wiggles weltweit 23 Millionen DVDs und 7 Millionen CDs verkauft. Sie zählen zu den erfolgreichsten australischen Unterhaltungskünstlern mit jährlichen Einnahmen, die 2009 45 Millionen AUD betrugen. Von 2004 bis 2008 führten sie die australische Entertainment Rich List an.
2011, im Jahr ihres 20-jährigen Bestehens, wurden sie in die ARIA Hall of Fame aufgenommen.

## Diskografie
Alben
- The Wiggles (1991, AU: Platin)
- Here Comes a Song (1992)
- The Adventures of Captain Feathersword, the Friendly Pirate (1993)
- Yummy Yummy (1994, AU: ×2Doppelplatin , US: Gold)
- Big Red Car (1995, AU: ×2Doppelplatin , Aria Award)
- Wake Up Jeff! (1996, AU: ×2Doppelplatin , Aria Award)
- The Wiggles Movie Soundtrack (1997)
- Toot! Toot! (1998, AU: Platin, Aria Award)
- Wiggly Wiggly Christmas
- It’s a Wiggly Wiggly World! (2000)
- Wiggle Time (2000, AU: Gold)
- Hoop-Dee-Doo – It’s a Wiggles Party (2001, AU: Gold)
- Yule Be Wiggling (AU: Gold)
- Wiggly Safari (2002, AU: Gold)
- Whoo Hoo! Wiggly Gremlins (2003)
- Go to Sleep Jeff (2003)
- Top of the Tots (2004, AU: Gold)
- Live Hot Potatoes (2005, AU: Gold, Aria Award)
- Racing to the Rainbow (2006, Aria Award)
- Pop Go the Wiggles! (2007, Aria Award)
- You Make Me Feel Like Dancing (2008, Aria Award)
- Go Bananas! (2009, Aria Award)
- Let’s Eat! (2010, Aria Award)
- Hot Potatoes! The Best of the Wiggles (2014)
- Rock & Roll Preschool (2015)
- Wiggle Town! (2016)
- The Best Of (2016)
- Nursery Rhymes (2017)
- Och Aye the G’nu (Jimmy Barnes and the Wiggles, 2017)
- Duets (2017)
- Wiggly, Wiggly Christmas! (2017)
- Nursery Rhymes 2 (2018)
- Wiggle Pop! (2018)
- Party Time! (2019)
- Fun and Games (2020)
- We’re All Fruit Salad! The Wiggles’ Greatest Hits (2021)

Singles
- Here Comes a Song (1991, AU: Gold)
- Eagle Rock (The Wiggles with Ross Wilson; EP, 2003)
- Fruit Salad

## Filmografie
- 1997 Wally und die wilden Wiggles (synchro im 2001)
- 1997–2022 The Wiggles (Fernsehserie)

## Mitglieder
- Anthony Donald Joseph Field (* 1963 in Sydney), Gründungsmitglied
- Lachlan Gillespie (* 1985 in Brisbane), seit 2012
- Simon James Pryce (* 1972 in Sydney), seit 2012
- Tsehay Hawkins (* 2005 in Äthiopien), seit 2022

Ehemalige Mitglieder
- Phillip Leslie Wilcher (* 1958 in Sydney), bis 1992
- Gregory John Page (* 1972 in Sydney), bis 2006
- Murray James Cook (* 1960 in Cowra), bis 2012
- Jeffrey Wayne Fatt (* 1953 in Casino), bis 2012
- Sam Moran (* 1978 in Sydney), 2006–2012
- Emma Olivia Watkins (* 1989 in Sydney), 2012–2021

## Auszeichnungen
- 9× ARIA Award in der Kategorie Best Children’s Album (und sechs weitere Nominierungen)[6]
- Aufnahme in die ARIA Hall of Fame (2011)
- 4× APRA Song Award in der Kategorie Best Children's Song[1]
- UNICEF-Botschafter seit 2008
- Members of the Order of Australia (AM), 26. Januar 2010 (Cook, Fatt, Field und Page)[7]